# Cubaia aphrodite
Cubaia aphrodite is een hydroïdpoliep uit de familie Olindiasidae. De poliep komt uit het geslacht Cubaia. Cubaia aphrodite werd in 1894 voor het eerst wetenschappelijk beschreven door Mayer. 